# NGC 6623/1
NGC 6623/1 је елиптична галаксија у сазвежђу Херкул која се налази на NGC листи објеката дубоког неба.
Деклинација објекта је + 23° 42' 34" а ректасцензија 18h 19m 42,9s. Привидна величина (магнитуда) објекта NGC 6623 износи 13,3 а фотографска магнитуда 14,3. NGC 66231 је још познат и под ознакама UGC 11203, MCG 4-43-26, CGCG 142-40, PGC 61739.